# Ludwig Böck
Ludwig Böck (ur. 7 września 1902 w Nesselwang, zm. 14 marca 1960 tamże) – niemiecki narciarz, olimpijczyk.

## Życiorys
Uczestniczył w zimowych igrzyskach olimpijskich w 1928 w Sankt Moritz, zajmując 7. miejsce w kombinacji norweskiej i 14. miejsce w biegu na 18 kilometrów.
W 1935 założył pierwszą szkółkę narciarską w Nesselwang, a po II wojnie światowej wybudował w tej miejscowości pierwszy wyciąg narciarski. Był właścicielem hotelu, rolnikiem i instruktorem narciarskim.

## Rodzina
Jego syn Helmut również odnosił sukcesy w narciarstwie klasycznym. Był uczestnikiem igrzysk olimpijskich w 1952 w Oslo (w biegu na 18 km i kombinacji norweskiej) i igrzysk olimpijskich w 1956 w Cortina d’Ampezzo (w kombinacji norweskiej).